# Naro-1
Naro-1 (inițial Korea Space Launch Vehicle sau KSLV) este prima rachetă spațială a Coreei de Sud, lansată în 25 august 2009. Astfel Coreea de Sud a devenit cel de-al zecelea stat din lume care lansează, de pe propriul teritoriu, un satelit construit în țara respectivă. Satelitul nu a intrat în orbită și se pare că s-a pierdut în spațiu.

A doua lansare a avut loc pe data de 10 iunie 2010. După 137 de secunde centrul aerospațial a pierdut contactul cu racheta, ea explodând.